# Tivadar Puskás
Tivadar von Ditró Puskás, född 17 juli 1844 i Pest, Ungern, död 16 mars 1893 i Budapest, Ungern, var en ungersk uppfinnare och telefonpionjär, som är känd för att ha uppfunnit telefonväxeln och var grundare av telefonbolaget Hirmondó.

## Biografi
Familjen Puskás från Ditró (idag Harghita län i Rumänien), var en del av den transylvanska ungerska adeln. Puskás studerade juridik och senare ingenjörsvetenskap. Efter att ha bott i England och arbetat för Warnin Railway Construction Company återvände han till Ungern 1873 med anledning världsutställningen i Wien. Där grundade han Puskás resebyrå, den fjärde äldsta i världen och den första resebyrån i Centraleuropa. Efter detta flyttade Puskás till Colorado och blev guldgrävare. Det var medan han var i USA som han anklagade Keely, uppfinnaren av den amerikanska "energimaskinen" för att vara en bedragare.
Puskás arbetade med sin idé om telegrafiutväxling när Alexander Graham Bell uppfann telefonen. Detta ledde till att han tittade igenom sitt arbete och han bestämde sig för att komma i kontakt med den amerikanska uppfinnaren Thomas Edison.
Puskás började nu koncentrera sig på att förbättra sitt system för att upprätta en telefoncentral. Enligt Edison var "Tivadar Puskas den första personen som föreslog idén om en telefonväxel". Det första experimentella telefonutbytet baserades på idéerna från Puskás, och det genomfördes av Bell Phone Company i Boston 1877.
År 1879 inrättade Puskás en telefonväxel i Paris, där han tog hand om Thomas Edisons europeiska affärer de kommande fyra åren. I Paris fick han stor hjälp av sin yngre bror Ferenc Puskás (1848–1884), som senare etablerade den första telefonväxeln i Pest. År 1887 introducerade han multiplexväxeln, som var ett revolutionerande steg i utvecklingen av telefonväxlar.
Hans nästa uppfinning var "telefonnyhetstjänsten" som han introducerade i Pest, som tillkännagav nyheter och "sände" program och var på många sätt radions föregångare. Enligt en samtida vetenskaplig tidskrift kunde högst 50 personer lyssna på Edisons telefontjänst samtidigt, om ytterligare en person var ansluten kunde ingen av abonnenterna höra något. Med Puskás apparater, däremot, kunde en halv miljon människor tydligt höra programmet komma från växeln.
År 1890 beviljades Puskás patent för ett förfarande för att utföra kontrollerade explosioner, vilket var föregångaren till modern tändteknik för sprängämnen. Han experimenterade med denna teknik när han arbetade med regleringen av nedre Donau.
Puskás registrerade patent för tekniken bakom telefontidningen Telefon Hírmondó 1892 vid patentverket i österrikisk-ungerska imperiet, med titeln "En ny metod för att organisera och bedriva en telefontidning". Telefon Hírmondó-tjänsten startades den 15 februari 1893 med ca 60 abonnenter. Efter Puskás död den 16 mars 1893 sålde hans bror Albert Puskás företaget och patenträttigheterna till István Popper.

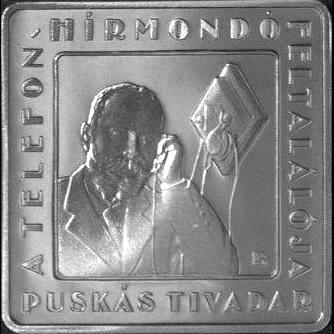
Ungerskt minnesmynt för Tivadar Puskás år 2008.

## Priser och utmärkelser
Tivadar Puskás vann inte förtjänt offentligt erkännande under sin livstid. År 2008 utfärdade dock den ungerska nationalbanken ett 100-forint minnesmynt till ära för Puskás och 115-årsjubileet för introduktionen av Telefon Hírmondó.